# Шилуте
Шилуте (на литовски: Šilutė) е град, разположен в южната част на окръг Клайпеда, западна Литва. Градът е бил част от областта Клайпеда и етнографската област Малка Литва. Шилуте е столицата на Шилутски район. Градът е бил столица и в периода между световните войни.
Населението на града към 2022 г. е около 15 764 души.

## История
Градът е основан като рибарско селище през 1511 г. от Георг Талат на територията на Пруското херцогство, в етнографската област Малка Литва.
През 1923 г., заедно с Клайпеда, градът е присъединен към Литва и бива преименуван. През март 1939 г. градът става част от Нацистка Германия, а през 1941 г. получава статут на град. През 1941 – 1944 г. в града има два концентрационни лагера, като през 1943 г. оцелелите биват преместени в Аушвиц. В близост до града е разположен концентрационен лагер за военнопленници. През 1945 – 1946 г. години става част от СССР, а през 1990 – 1991 г. градът отново попада в пределите на Литва.